# Május 18.
Május 18. az év 138. (szökőévben 139.) napja a Gergely-naptár szerint. Az évből még 227 nap van hátra.
Névnapok: Alexandra, Erik + Alexa, Alicia, Blandina, Bódog, Erika, Erős, Félix, Hanga, Kámea, Kamilla, Klaudetta, Klaudia, Klaudiána, Szandra, Szantána, Szantina, Szendi, Toszka, Xandra

## Események
- 1514 – Dózsa György, a keresztes had vezére Cegléden kiáltványt bocsát ki, melyben az egész jobbágyságot felkelésre szólítja.
- 1521 – a magyar–török háború (1521–26) kezdete: I. Szulejmán hadat üzen II. Lajosnak.
- 1600 – Vitéz Mihály havasalföldi vajda – csapatai élén – bevonul a moldvai Bacău városába.
- 1804 – Bonaparte Napóleont a francia szenátus császárrá nyilvánítja, I. Napóleon néven.
- 1900 – A kínai bokszerlázadás kirobbanása.
- 1944 – Márton Áron római katolikus püspök a kolozsvári Szent Mihály-templomban elmondott szentbeszédében megdöbbenését fejezi ki a zsidóellenes intézkedések miatt.[1]
- 1944 – Sztálin parancsára megkezdődik a krími tatárok tömeges deportálása az Üzbég SZSZK területére.
- 1956 – A Lhoce csúcs (tszf. 8516 m) első megmászása Fritz Luchsinger és Ernst Reiss hegymászók által.
- 1972 – A Csertő utcai paneltűz, Budapest addigi legsúlyosabb tűzesete, hét halálos áldozatot követel.
- 1974 – India végrehajtja első kísérleti atomrobbantását, Operation Smiling Buddha néven, ezzel atomhatalommá válik.
- 1977 – Genfben 33 ország – köztük az USA és a Szovjetunió – képviselői aláírják a környezeti hadviselés tilalmáról szóló egyezményt.
- 1980 – Kitör a Mount Saint Helens vulkán és ezzel 57 ember halálát, továbbá 3 milliárd dolláros kárt okoz.
- 1990 – Rehabilitálják Mindszenty József bíboros-hercegprímást.
- 1990 – Theo Waigel és Walter Romberg aláírják a német–német államszerződést a gazdasági, társadalmi és monetáris egyesülésről.
- 2018 – Sólyi gyermekgyilkosság.

## Sportesemények
Formula–1
- 1952 –  svájci nagydíj, Bremgarten - Győztes: Piero Taruffi  (Ferrari)
- 1958 –  monacói nagydíj, Monte Carlo - Győztes: Maurice Trintignant  (Cooper Climax)
- 1969 –  monacói nagydíj, Monte Carlo - Győztes: Graham Hill  (Lotus Ford)
- 1980 –  monacói nagydíj, Monte Carlo - Győztes: Carlos Reutemann  (Williams Ford)
- 2003 –  osztrák nagydíj, A1-Ring - Győztes: Michael Schumacher  (Ferrari)

## Születések
- 1048 – Omar Hajjám perzsa matematikus, fizikus, asztronómus, filozófus, költő († 1131)
- 1796 – Schweidel József honvéd tábornok, az aradi vértanúk egyike († 1849)
- 1809 – Vállas Antal magyar mérnök, matematikus, egyetemi tanár, az MTA tagja († 1869)
- 1817 – Marcelina Czartoryska lengyel hercegnő, zongoraművész, Frédéric Chopin tanítványa († 1894)
- 1822 – Bókai János magyar orvos- és sebészdoktor, szemészorvos, egyetemi tanár, gyermekgyógyász, a korszerű magyar gyermekorvoslás megteremtője († 1884)
- 1830 – Goldmark Károly magyar zeneszerző († 1915)
- 1844 – Mészöly Géza magyar festőművész († 1887)
- 1848 – Hermann Alexander Diels német klasszika-filológus tudós († 1922)
- 1850 – Oliver Heaviside autodidakta angol villamosmérnök, matematikus, fizikus († 1925)
- 1869 – Nagy Sándor magyar festőművész és grafikus († 1950)
- 1872 – Bertrand Russell wales-i származású brit főrend, matematikus, logikus, filozófus, szociológus († 1970)
- 1883 – Walter Gropius német mérnök, építész, a Bauhaus iskola alapítója († 1969)
- 1888 – Petró Kálmán magyar ügyvéd, kormányfőtanácsos, országgyűlési képviselő († 1942)
- 1900 – Ratkovszky Ferenc Kossuth-díjas magyar gépészmérnök, a Magyar Tudományos Akadémia rendes tagja († 1965)
- 1906 – Balázs Samu Kossuth-díjas magyar színész († 1981)
- 1914 – Boris Christoff (Borisz Hrisztov) bolgár operaénekes, basszus († 1993)
- 1914 – Emmanuel De Graffenried svájci autóversenyző († 2007)
- 1916 – Zsigmond Ede magyar költő († 1944)
- 1920 – Karol Józef Wojtyła (II.János Pál) lengyel származású pápa[2] († 2005)
- 1928
  - Domokos Géza erdélyi magyar író, politikus, műfordító († 2007)
  - Jo Schlesser francia autóversenyző († 1968)
  - Kennedy P. József amerikai magyar vegyészmérnök, kémikus, az MTA tagja († 2024)
- 1930 – Varga Gyula Jászai Mari-díjas magyar színművész, a Miskolci Nemzeti Színház örökös tagja. († 2010)
- 1931 – Bruce Halford brit autóversenyző († 2001)
- 1931 – David Clapham dél-afrikai autóversenyző († 2005)
- 1933 – Páskándi Géza Kossuth-díjas erdélyi magyar író, költő, drámaíró († 1995)
- 1937 – Lászlóffy Aladár Kossuth-díjas erdélyi magyar író, költő († 2009)
- 1939 – Kovács Eszter magyar operaénekes
- 1946 – Keleti György magyar katonatiszt, országgyűlési képviselő (MSZP), 1994–98 között honvédelmi miniszter  († 2020)
- 1953 – Csongrádi Kata magyar színésznő
- 1957 – Michael Cretu, osztrák-román származású zenész, zeneszerző, énekes
- 1959 – Galla Miklós magyar humorista, zenész
- 1962 – Borbély László magyar színész, zenész
- 1962 – Sandra német popénekesnő
- 1964 – Pap Mihály magyar világbajnok, Európa-bajnok íjász.
- 1967 – Heinz-Harald Frentzen német autóversenyző
- 1971 – Lackfi János József Attila-díjas magyar író, költő, tanár
- 1975 – Fábián Anita magyar színésznő
- 1975 – Princessa (Mónica Capel Cruz) spanyol énekesnő
- 1976 – Grecsó Krisztián József Attila-díjas magyar költő, író
- 1980 – Michaël Llodra francia teniszező
- 1981 – Mahamadou Diarra mali válogatott labdarúgó
- 1985 – Kovács Dalma erdélyi magyar énekesnő
- 1985 – Sin Oliver magyar festő
- 1988 – Ryan Cooley kanadai színész
- 1988 – Jevgenyij Kurbatov orosz jégkorongozó[3]
- 1988 – Taeyang dél-koreai énekes
- 1993 – Alekseev ukrán-orosz énekes
- 1994 – Ebru Şahin török színésznő

## Halálozások
- 0526 – Szent I. János pápa (* 485 k.)
- 1799 – Pierre-Augustin Caron de Beaumarchais francia író, színműíró (A sevillai borbély, Figaro házassága) (* 1732)
- 1800 – Alekszandr Vasziljevics Szuvorov herceg, orosz cári hadvezér, generalisszimusz (* 1729)
- 1911 – Gustav Mahler morvaországi születésű osztrák zeneszerző (* 1860)
- 1922 – Alphonse Laveran Nobel-díjas francia orvos (* 1845)
- 1954 – Lénárt János magyar ügyvéd, hódmezővásárhelyi városi politikus, országgyűlési képviselő (* 1883)
- 1955 – Manuel Ayulo amerikai autóversenyző (* 1921)
- 1971 – Czermann Antal magyar publicista, politikus, miniszteri tanácsos, országgyűlési képviselő (* 1885)
- 1978 – Petőházi Gábor magyar agrármérnök, politikus (* 1922)
- 1979 – Consuelo Suncín Sandoval Zeceña, salvadori művésznő, Antoine de Saint-Exupéry felesége (* 1901)
- 1980 – Ian Curtis angol zenész, a Joy Division énekese (* 1956)
- 1981 – Guttmann Márta magyar hárfaművész (* 1897)
- 1981 – Ferencz László magyar színész pantomímművész (* 1923)
- 1995 – Bor Ambrus (er. Lukács János) magyar író, műfordító, publicista (* 1921)
- 1998 – Felföldi László magyar színész (* 1952)
- 2005 – Pongrátz Gergely a Corvin-közi felkelő csoport parancsnoka az 1956-os forradalomban (* 1932)
- 2007 – Pierre-Gilles de Gennes Nobel-díjas francia fizikus, "A folyadékkristályok fizikája" című könyvét alapműnek tekintik és őt nevezik "az LCD atyjá"-nak (* 1932)
- 2008 – Bodnár István magyar televíziós rendező (* 1950)
- 2013 – Steve Forrest (William Forrest Andrews) amerikai színész (* 1925)
- 2017 – Chris Cornell amerikai rockzenész, dalszerző (* 1964)
- 2021 – Charles Grodin amerikai színész (* 1935)

## Nemzeti ünnepek, emléknapok, világnapok
- 1978-tól a múzeumok nemzetközi napja.
- Az internet világnapja.
- Örményország: a függetlenség napja (1918)